# Alessandra Terrosi
Alessandra Terrosi (Acquapendente, 8 aprile 1967) è una politica italiana.

## Biografia
Consegue la laurea in scienze agrarie presso la facoltà di agraria dell'Università della Tuscia di Viterbo. Si laurea “dottore in ricerca” con un progetto in “Ricerca e Protezione delle Piante” presso la stessa università.
Viene eletta deputata alle elezioni politiche del 2013 della XVII legislatura della Repubblica Italiana nella circoscrizione Lazio 2 nelle liste del Partito Democratico. È stata membro della XIII Commissione parlamentare Agricoltura.
Non viene rieletta nel 2018. 
Nel 2021 diventa sindaca di Acquapendente.